# 明朝軍事
明朝軍事指明朝時期的軍隊，明代早期軍隊的來源，有諸將原有之兵，即所謂從征，有元兵及群雄兵歸附的，有獲罪而謫發的，而最主要的來源則是籍選，亦即垛集軍，是由戶籍中抽丁而來。除此之外尚有簡拔、投充及收集等方式。此外，明朝中期以後又有強使民為軍的方式不過都屬於少數，整體而言，衛所制仍然是最主要的軍制。明朝士兵数量最高在二百万左右，驻扎在全国各地。而明朝军工业也十分发达，一营5000人的士兵中就装备有霹雳炮1000挺，鸟枪200支以及大炮20门，在此之外明军还有鬼头大刀、弓、弩、手雷和火箭等装备。与宋朝不同的是，明朝在每代皇帝执政期间，都会发生大规模战事，所以明朝的军工业为了应付战争所生产出来的武器数量是十分可观的。
明代是傳統火器快速發展的時期，也是面臨挑戰的時期。在西洋火器傳入以前，傳統火器的發展已相當可觀，其中金屬管形火器（當時統稱為火銃）是明代火器發展的主軸，也是明朝軍隊中應用最廣泛的火器。不過從明代中期以後，源自西洋的新型火器，逐漸透過各種途徑傳入中國，憑著其優異性能，在中國迅速推廣開來，對傳統火器的生存空間，形成了嚴重的挑戰。

## 衛所制
衛所制為在全國各地軍事要地設立衛所駐軍，衛有軍隊5600人，其下依序有千戶所、百戶所、總旗及小旗各單位，各衛所都隸屬於五軍都督府，亦隸屬於兵部，有事從徵調發，無事則還歸衛所。軍隊來源為世襲的軍戶，由每戶派一人為正丁至衛所當兵，軍人在衛所中輪流戊守以及屯田，屯田所得以供給軍隊及將官等所需。其目標在養兵而不耗國家財力，但明宣宗以後漸無法維持，軍人生活水準及社會地位日漸低下，逃兵也逐漸增加，軍備因此逐漸廢馳。
在嘉靖年間，應付倭寇之亂時，將領戚繼光在浙江地區採用招募民兵加以訓練的方式，來取代不堪的衛所兵。正因為明朝正規軍衛所軍的不堪用，故這些民兵，在明朝後期逐漸擔負起維持明朝有效統治的作戰部隊，而其中最為有名的就是戚繼光的召募以浙江人為主戚家軍，李如松的私人部隊遼東鐵騎，及袁崇煥所召募以遼東人為主的關寧鐵騎。
紀效新書是明朝軍事家戚繼光所著的一部兵書，初撰於嘉靖39年（1560年），共18卷正文加一卷卷首，後戚繼光晚年時又加以手校，修訂為14卷。全書語言簡明通俗，涵蓋了兵員選拔、訓練、武器、陣法、律令、行營、兵法等多個方面，是戚繼光一生征戰的心得之作。

## 三大营

### 五軍營
五军营分为中军、左﹑右掖和左﹑右哨。军士除来自京师卫军外，又调中都留守司及山东﹑河南﹑大宁三都司卫所马步官军轮番到京师宿卫和操练，称为班军。隶属五军营的还有掌随驾马队官军的十二营，掌操练上直叉刀手及京卫步队官军的围子手营，以及幼官舍人殚忠﹑效义诸营。

### 三千營
以三千蒙古骑兵为骨干，实际人数不止三千，全部为骑兵。分五司，分掌皇帝的旗 ﹑舆服﹑兵仗金鼓、御用宝物等，是明朝京军的主要机动力量。

### 神机营

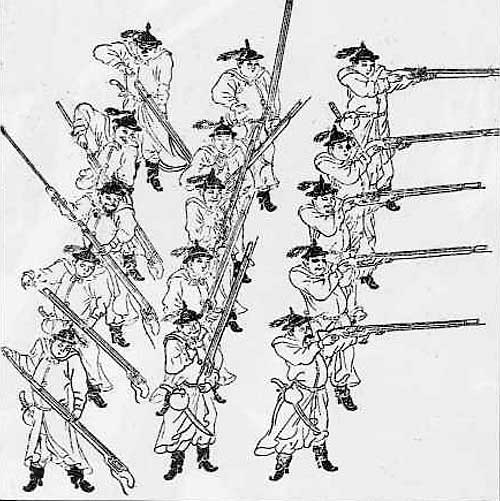
神機營

神机营是明代京城禁衛軍三大營之一（其餘兩營為五軍營及三千營），是军队中专门掌管火器的特殊部队。
明成祖平交阯後，得神機槍砲法，為一種使用木馬子來增加膛壓的技術，特置神機營肄習。該營装备有火枪、火铳等，嘉靖以後添置鳥銃（一開始為火繩銃，後來也包括燧發銃）。明正统十四年（1449年）土木之变后三大营丧失几尽，后改革军制建立营团，未入选的军士归本营，称“老家”。嘉靖时罢营团，恢复三大营旧制。
《火龍神器陣法》又名《火龙经》有記載明代諸多火器科技，作于明朝永乐十年（1403年），首见于崇祯年间焦勒的《火攻罕要》，清朝咸豐年间方始有刻本传世，其中有最早的地雷、水雷、火绳枪等等的描述。
据后人考证发现书中一些细节有误，如称朱棣为“成祖”（庙号）等，但因元朝忽必烈攻打日本时已经使用铁火炮、朱元璋大战陈友諒于鄱阳湖时也早已使用火箭、火銃、火蒺藜、大小火枪等多种火铳，尚能断定今本《火龙经》可能经过嘉靖年间修订而成，但其余书中原文應不该置疑。

## 热兵器
发端于唐宋时期的中国火器制造技术，在明朝发展到了很高的水準。这时的火器不仅仅种类多，而且制造技术以及性能均有极大提高。火箭与鸟枪是明朝军队的主要轻型火器，地雷在明朝也很盛行，管形火器的发展尤为显著。明中期，佛郎机以及红夷大炮等西洋火器传入，使得明朝得以汲取其瞄准器的长处，以改良自产的火器性能。当时中国的冷兵器时代即将终结，火器时代正在来到，中国完全有机会赶上西方的火器技术水準。可惜这一过程却随着明朝的灭亡而中断了。
然而有學者指出，中國比西方早兩個世紀使用熱兵器，到了15世紀技術開始被葡萄牙人超越，後來清軍利用了明朝和西方的技術和經驗，多次改良並製造出比明朝更有威力的火器，到了三藩之亂期間，中國的熱兵器技術已接近西歐國家的水準。在萬曆年間，日本人亦在火器技術上一度領先中國，以致日本火器的優勢在萬曆援朝戰爭中一度令日軍佔於上風。另外，戚繼光亦有批評當時多種形式火器的實用性。
为适应火器化军事变革的需要，明军进行了从训练理念、训练依据、训练目标、训练方法和训练内容等全方位的军事训练改革。军事训练变革的实践提升了明军的战斗力，也促使了火器技术改进、完善和进一步的技术创新和发明。

## 防御体系
修建明長城

## 军事著作
- 《火龙神器阵法》
- 《武备志》
- 《纪效新书》